# Betalactamase
Betalactamase er enzymer, som produceres af visse bakterier.
Betalactamase er ansvarlig for at disse bakterier udviser resistens over for gruppen af betalactam antibiotika, såsom penicilliner, cefalosporiner, carbapenemer og monobactamer.
Mange bakterier har udviklet resistens for flere forskellige slags antibiotika, dette betyder at der er færre og færre virksomme stoffer at behandle med.

## Virkemåde
De forskellige betalactam antibiotika har det tilfælles at de indeholder en Beta lactamring.
De forskellige betalactamaser virker alle sammen ved at sprænge Beta lactamringen. Derved ændrer molekylet struktur og mister sin effekt, og bakterien er beskyttet.
I dag er næsten alle stafylokokker resistente for penicillin. Nogle stafylokokker er også resistente for methicillin, de bakterier (MRSA) udgør i dag et problem i hospitalsmiljøerne på grund af store behandlingsudgifter og øget mortalitetsrate blandt svækkede patienter.

## Undersøgelse for resistenstype
Der findes op til flere måder at bestemme hvilken resistenstype en bakterie gør brug af, herunder kløverbladstesten og hæmning af betalactamaser ved hjælp af clavurulansyre.